# Alphabetische Liste der Asteroiden/X
| Alphabetische Liste der Asteroiden – X |              |
| Nummer und Name                        | Gruppe / Typ |
| (15171) Xandertielens                  | Hauptgürtel  |
| (411) Xanthe                           | Hauptgürtel  |
| (156) Xanthippe                        | Hauptgürtel  |
| (7394) Xanthomalitia                   | Hauptgürtel  |
| (4544) Xanthus                         | Apollo-Typ   |
| (145593) Xántus                        | Hauptgürtel  |
| (29220) Xavierbaptista                 | Hauptgürtel  |
| (327943) Xavierbarcons                 | Hauptgürtel  |
| (625) Xenia                            | Hauptgürtel  |
| (14526) Xenocrates                     | Hauptgürtel  |
| (6026) Xenophanes                      | Hauptgürtel  |
| (5986) Xenophon                        | Hauptgürtel  |
| (7211) Xerxes                          | Hauptgürtel  |
| (20779) Xiajunchao                     | Hauptgürtel  |
| (16319) Xiamenerzhong                  | Hauptgürtel  |
| (2387) Xi’an                           | Hauptgürtel  |
| (3481) Xianglupeak                     | Hauptgürtel  |
| (9832) Xiaobinwang                     | Hauptgürtel  |
| (24198) Xiaomengzeng                   | Hauptgürtel  |
| (27099) Xiaoyucao                      | Hauptgürtel  |
| (15889) Xiaoyuhe                       | Hauptgürtel  |
| (24190) Xiaoyunyin                     | Hauptgürtel  |
| (32928) Xiejialin                      | Hauptgürtel  |
| (204836) Xiexiaosi                     | Hauptgürtel  |
| (142020) Xinghaishiyan                 | Hauptgürtel  |
| (4730) Xingmingzhou                    | Hauptgürtel  |
| (2336) Xinjiang                        | Hauptgürtel  |
| (192450) Xinjiangdaxue                 | Hauptgürtel  |
| (22563) Xinwang                        | Hauptgürtel  |
| (28411) Xiuqicao                       | Hauptgürtel  |
| (21313) Xiuyanyu                       | Hauptgürtel  |
| (7494) Xiwanggongcheng                 | Hauptgürtel  |
| (2344) Xizang                          | Hauptgürtel  |
| (85472) Xizezong                       | Hauptgürtel  |
| (55082) Xlendi                         | Hauptgürtel  |
| (1506) Xosa                            | Hauptgürtel  |
| (55901) Xuaoao                         | Hauptgürtel  |
| (25580) Xuelai                         | Hauptgürtel  |
| (345871) Xuguangxian                   | Hauptgürtel  |
| (172989) Xuliyang                      | Hauptgürtel  |
| (59425) Xuyangsheng                    | Hauptgürtel  |
| (4360) Xuyi                            | Hauptgürtel  |
| (90826) Xuzhihong                      | Hauptgürtel  |